# نيلاي دينيز
نيلاي دينيز هي ممثلة وعارضة أزياء تركية ولدت في (3 مايو 1993).

## الحياة الفنية
بدأت نيلاي مسيرتها الفنية عام 2010م بعد أن اكتشفها المنتج والمخرج «سيردار أكار» عندما شاركت في برنامج «مسابقة جمال الهواة»، تلقت العديد من دروس التمثيل في بعض المسارح التركية، وظهرت لأول مرة في فيلم «جريمة في أنقرة» في عام 2010م.
- حصلت على جائزة الفراشة الذهبية للنجوم الصاعدة عام 2015 .

### أعمالها
- بهجت سي عام 2010
- خمسة للعيش عام 2010
- البنفسج الأرجواني عام 2011
- 20 دقيقة عام 2013
- عندما تنتظر الشمس عام 2013
- آه نيريمان عام 2014
- العشق مجددا عام 2015
- تحمل يا قلبي في عام 2017
- سراج الليل عام 2017
- هيا لنذهب عام 2019
- حب في العلية عام 2020

## روابط خارجية
نيلاي دينيز على موقع قاعدة بيانات الأفلام على الإنترنت